# Villedieu (Cantal)
Villedieu – miejscowość i gmina we Francji, w regionie Owernia-Rodan-Alpy, w departamencie Cantal.
Według danych na rok 1990 gminę zamieszkiwało 501 osób, a gęstość zaludnienia wynosiła 26 osób/km² (wśród 1310 gmin Owernii Villedieu plasuje się na 407. miejscu pod względem liczby ludności, natomiast pod względem powierzchni na miejscu 474.).